# Dansösen från gatan
Dansösen från gatan (engelsk originaltitel: Sidewalks of London; även kallad St. Martin's Lane, London After Dark och Partners of the Night) är en brittisk dramakomedifilm från 1938 i regi av Tim Whelan, med bland andra Charles Laughton, Vivien Leigh och Rex Harrison.

## Medverkande
- Charles Laughton – Charles Staggers
- Vivien Leigh – Liberty (Libby)
- Rex Harrison – Harley Prentiss
- Larry Adler – Constantine
- Tyrone Guthrie – Gentry
- Gus McNaughton – Arthur Smith